# Roger Guillemin
Roger Charles Louis Guillemin (Dijon, 11. siječnja, 1924. – San Diego, 21. veljače 2024.) rođen u Dijonu, Francuska, je američko-francuski liječnik koji je 1977. g. dobio Nobelovu nagradu za fiziologiju ili medicinu za svoj rad na neurohormonima.
Guillemin je diplomirao medicinu 1949. g. u Lyonu, i nakon toga preselio u Montréal, u Kanadi, da bi 1953. g. preselio u SAD. Godine 1965. g. postao je naturalizirani građanin SADa.
Potkraj 1950ih, Guillemin i Andrew V. Schally uspjeli su, neovisno jedan od drugoga, u svojim labaratorijima, iz hipotalamus ovce i svinje, izdvojiti neke tvari, koje su u tkivu hipofize dovele do izlučivanja hormona te žlijezde. Jedna je tvar uzrokovala otpuštanje ACTH, druga otpuštanje TSH, a treća otpuštanje LH i FSH. Nazvali su te tvari "oslobađajući faktori", RF (prema engl. releasing factor) ili RH (prema engl. releasing hormon). Na primjer, tako je tvar koja uzrokuje oslobađanje TSH iz hipofize dobila naziv TRH (engl. thyrotropin-releasing hormon), hormon koji oslobađa tiretropin.
Oba znanstvenika sa svojim grupama, neovisno jedan od drugoga, utvrdili su i kemijske strukture TRH i GnRH. Do toga otkrića došli su 1969.
Njihov rad postavio je temelje za moderno istraživanje hipofize, što je dovelo do mnogih otkrića i do kliničkih primjena novih znanja i to ne samo vezano uz hipofizu nego i u područjima izvan njihovog prvotnog zanimanja (npr. središnji živčani sustav).

## Vanjske poveznice
- Nobelova nagrada – autobiografija (engl.)